# Cratere Henyey
Henyey è un cratere lunare di 68,74 km situato nella parte nord-orientale della faccia nascosta della Luna.
Il cratere è dedicato all'astronomo statunitense Louis G. Henyey.

## Crateri correlati
Alcuni crateri minori situati in prossimità di Henyey sono convenzionalmente identificati, sulle mappe lunari, attraverso una lettera associata al nome.
| Henyey | Coordinate             | Diametro (in km) |
| ------ | ---------------------- | ---------------- |
| U      | 13°36′N 153°36′W       | 45,72            |
| V      | 14°07′48″N 154°24′00″W | 24,27            |